# Fishing: Barents Sea
Fishing: Barents Sea est un jeu vidéo de simulation de pêche commerciale développé par Misc Games, sorti sur Microsoft Windows. C'est le premier titre disponible sur Steam à être publié par Misc Games, un développeur de jeux vidéo basé à Stavanger, en Norvège,,,.

## Réception
Selon l'agrégateur de critiques Metacritic, Fishing: Barents Sea a reçu des critiques mitigées et a obtenu un score de 69. 